# كلية الكنوز الجامعة
كلية الكنوز الجامعة هي كلية أهلية تقع في مدينة البصرة في العراق.

## الأقسام
تضم الكلية الأقسام التالية:
- قسم طب الأسنان
- قسم الصيدلة
- قسم المختبرات الطبية
- قسم هندسة تقنيات الحاسبات
- قسم هندسة الاجهزة الطبية
- قسم القانون
- قسم إدارة الأعمال